# هوارد هاوكس ميتشيل
هوارد هاوكس ميتشيل (بالإنجليزية: Howard Hawks Mitchell)‏ هو رياضياتي أمريكي، ولد في 13 يناير 1885، وتوفي في 1943.